# IC 1733
IC 1733 ist eine elliptische Galaxie vom Hubble-Typ E im Sternbild Dreieck am Nordsternhimmel. Sie ist schätzungsweise 483 Millionen Lichtjahre von der Milchstraße entfernt.
Das Objekt wurde am 13. November 1903 von Stéphane Javelle entdeckt.